# Pinheirinho do Vale
Pinheirinho do Vale is een gemeente in de Braziliaanse deelstaat Rio Grande do Sul. De gemeente telt 4.635 inwoners (schatting 2009).